# リズンスター
リズンスター (Risen Star) はアメリカ合衆国のサラブレッドの競走馬、および種牡馬。1988年のアメリカ二冠馬で、同年のエクリプス賞最優秀3歳牡馬を受賞した。

## 経歴
アーサー・ハンコック3世に生産された馬の一頭で、父は「ビッグ・レッド」ことセクレタリアト、母はパッカーアップステークスなど9勝を挙げたリボンである。2歳のときにコールダー競馬場のトレーニングセールで売りに出され、ルイジアナ出身のルーニー・ラマルクが調教師ルイ・ラッセルと共同で購入した。
リズンスターはラッセルの厩舎に預けられ、1987年9月24日のルイジアナダウンズ競馬場でデビューし、その初戦を勝利で飾った。この年はこのほかに2戦して1勝している。明け3歳、初戦の一般戦を10馬身差で圧勝したのち、ルイジアナダービー、レキシントンステークスといったプレップレースを勝って本番のケンタッキーダービーに向かった。
本番のケンタッキーダービーでは、サンタアニタダービーを7馬身半差で優勝した牝馬ウイニングカラーズ、およびデビューから無敗の7連勝で挑んできたプライヴェートタームズの2頭が1番人気タイに推された。この他フォーティナイナーやブライアンズタイムなどの強豪が顔を並べるなか、リズンスターは4番人気に支持された。レース中盤、リズンスターはバックストレッチにおいて外を走り続けたためコーナーで大きなロスを蒙り、最後の直線で猛追するも、前の2頭を捉えきれずに約5馬身差の3着に敗れた。
しかし2週間後のプリークネスステークスにおいて、リズンスターは前走とほぼ同じ対戦相手を前にしながらも、それらを押さえつけて優勝した。これによってベルモントステークスの最有力候補に推されるようになり、本戦ではブライアンズタイムと並んで1番人気に据えられた。
フォーティナイナーなどが出走しなかったこともあって、その年のベルモントステークスは6頭立てで行われた。リズンスターはこの競走で、まるで父が同競走で行ったような圧倒的な激走を見せつけ、2着キングポストに約14馬身もの大差をつけて優勝した。このとき記録した2分26秒4のタイムは、12ハロン（約2416メートル）で行われた同競走の記録としては、父セクレタリアトが記録したものを除けば当時最速のものであった。
この激走が祟ったか、リズンスターは怪我によりベルモントステークスを最後に引退に追い込まれた。しかしこの二冠は大いに評価され、同年のエクリプス賞最優秀3歳牡馬部門に選出された。この選出は父セクレタリアト・祖父ボールドルーラーからの3世代連続受賞でもあった。

## 引退後
父セクレタリアトは競走馬としては最高級のものであったが、種牡馬としては大きな成果を上げられなかったため、リズンスターはその数少ない後継種牡馬として大いに期待を集めた。しかし、リズンスターは父以上に種牡馬としてうまくいかなかった。
数少ない活躍馬の代表に、ピムリコスペシャルハンデキャップに優勝した牡馬スタースタンダードがいる。しかし同馬は1997年に競走中の事故がもとで死亡している。このほかではG1勝ち馬はおらず、日本のスターバレリーナ（国内G2ローズステークス勝ち）やドイツのリズンレイヴン（当時G2のディアナ賞勝ちなど）といった牝馬の活躍馬がいる程度で、一応後継種牡馬こそいるものの、その成績・評価も現時点では決して高くない。
ペンシルベニア州ニューホランド (New Holland) の公設セリ市場に上場され、屠場行きになりそうなところをロスト・アンド・ファウンド・ホース・レスキューによって救済される。
1998年3月13日、リズンスターは疝痛がもとで死亡した。12歳であった。

## 評価

### 主な勝鞍
1987年（2歳） 3戦2勝
1988年（3歳） 8戦6勝
ルイジアナダービー (G3) 、レキシントンステークス (G2) 、プリークネスステークス (G1) 、ベルモントステークス (G1)

### 年度代表馬
- 1988年 - エクリプス賞最優秀3歳牡馬

### 表彰
- フェアグラウンズ競馬場に、リズンスターの名を冠した「リズンスターステークス」 (G3) が創設されている。

## エピソード
- 調教師ルイ・ラッセルは敬虔なカトリック教徒で、リズンスターが稼いだ賞金の10パーセントを教会への献金に回していたという。

## 血統表
| リズンスターの血統（ボールドルーラー系（ナスルーラ系） / Mumtaz Begum 4x5=9.38%） | リズンスターの血統（ボールドルーラー系（ナスルーラ系） / Mumtaz Begum 4x5=9.38%） | リズンスターの血統（ボールドルーラー系（ナスルーラ系） / Mumtaz Begum 4x5=9.38%） | （血統表の出典） | （血統表の出典） |
| 父 Secretariat 1970 栗毛 アメリカ                                                 | 父の父Bold Ruler 1954 鹿毛 アメリカ                                               | Nasrullah                                                                         | Nearco           | Nearco           |
| 父 Secretariat 1970 栗毛 アメリカ                                                 | 父の父Bold Ruler 1954 鹿毛 アメリカ                                               | Nasrullah                                                                         | Mumtaz Begum     |                  |
| 父 Secretariat 1970 栗毛 アメリカ                                                 | 父の父Bold Ruler 1954 鹿毛 アメリカ                                               | Miss Disco                                                                        | Discovery        | Discovery        |
| 父 Secretariat 1970 栗毛 アメリカ                                                 | 父の父Bold Ruler 1954 鹿毛 アメリカ                                               | Miss Disco                                                                        | Outdone          |                  |
| 父 Secretariat 1970 栗毛 アメリカ                                                 | 父の母Somethingroyal 1952 鹿毛 アメリカ                                           | Princequillo                                                                      | Prince Rose      | Prince Rose      |
| 父 Secretariat 1970 栗毛 アメリカ                                                 | 父の母Somethingroyal 1952 鹿毛 アメリカ                                           | Princequillo                                                                      | Cosquilla        |                  |
| 父 Secretariat 1970 栗毛 アメリカ                                                 | 父の母Somethingroyal 1952 鹿毛 アメリカ                                           | Imperatrice                                                                       | Caruso           | Caruso           |
| 父 Secretariat 1970 栗毛 アメリカ                                                 | 父の母Somethingroyal 1952 鹿毛 アメリカ                                           | Imperatrice                                                                       | Cinquepace       |                  |
| 母 Ribbon 1977 鹿毛 アメリカ                                                      | 母の父His Majesty 1968 鹿毛 アメリカ                                              | Ribot                                                                             | Tenerani         | Tenerani         |
| 母 Ribbon 1977 鹿毛 アメリカ                                                      | 母の父His Majesty 1968 鹿毛 アメリカ                                              | Ribot                                                                             | Romanella        |                  |
| 母 Ribbon 1977 鹿毛 アメリカ                                                      | 母の父His Majesty 1968 鹿毛 アメリカ                                              | Flower Bowl                                                                       | Alibhai          | Alibhai          |
| 母 Ribbon 1977 鹿毛 アメリカ                                                      | 母の父His Majesty 1968 鹿毛 アメリカ                                              | Flower Bowl                                                                       | Flower Bed       |                  |
| 母 Ribbon 1977 鹿毛 アメリカ                                                      | 母の母Break Through 1970 鹿毛 アメリカ                                            | Hail to Reason                                                                    | Turn-to          | Turn-to          |
| 母 Ribbon 1977 鹿毛 アメリカ                                                      | 母の母Break Through 1970 鹿毛 アメリカ                                            | Hail to Reason                                                                    | Nothirdchance    |                  |
| 母 Ribbon 1977 鹿毛 アメリカ                                                      | 母の母Break Through 1970 鹿毛 アメリカ                                            | Quaheri                                                                           | Olympia          | Olympia          |
| 母 Ribbon 1977 鹿毛 アメリカ                                                      | 母の母Break Through 1970 鹿毛 アメリカ                                            | Quaheri                                                                           | Bibibeg F-No.9-c |                  |